# Hallelujah (canção de Gali Atari)
"Hallelujah" (em Alfabeto hebraico: הללויה) (Haleluyah) foi a canção que representou Israel no Festival Eurovisão da Canção 1979, interpretada em hebraico por Gali Atari e Milk and Honey. O referido tema tinha letra de Shimrit Orr e música e orquestração de Kobi Oshrat.
O grupo foi criado especialmente para o evento depois de a banda Hakol Over Habibi ter declinado o convite para a cantar devido a desavenças entre os membros da banda.
A canção é uma balada, com o grupo elogiando Deus por todo o Mundo e todas as coisas boas existentes no Mundo. Foi a canção com maior pendor religioso a vencer o Festival da Eurovisão da Canção.  Os membros da banda foram entrando no palco um a um e não todos ao mesmo tempo. Esta canção foi interpretada no final do Festival Eurovisão da Canção 1999 por todos os concorrentes a esse festival como homenagem às vítimas das guerras dos Balcãs. Posteriormente, a canção também foi interpretada na final do Festival Eurovisão da Canção 2019, pela própria Gali Atari em parceria com Conchita Wurst, Måns Zelmerlöw, Eleni Foureira e Verka Serduchka.
Foi a décima canção a desfilar no evento, a seguir à canção alemã e antes da canção francesa interpretada por Anne-Marie David. No final da votação, terminou em primeiro lugar, recebendo 125 pontos.